# 舒兰站
舒兰站位于中华人民共和国吉林省吉林市舒兰市，是吉舒铁路、拉滨铁路、陶舒铁路上的火车站，建于1933年，由中国铁路沈阳局集团吉林车务段管辖。

## 歷史

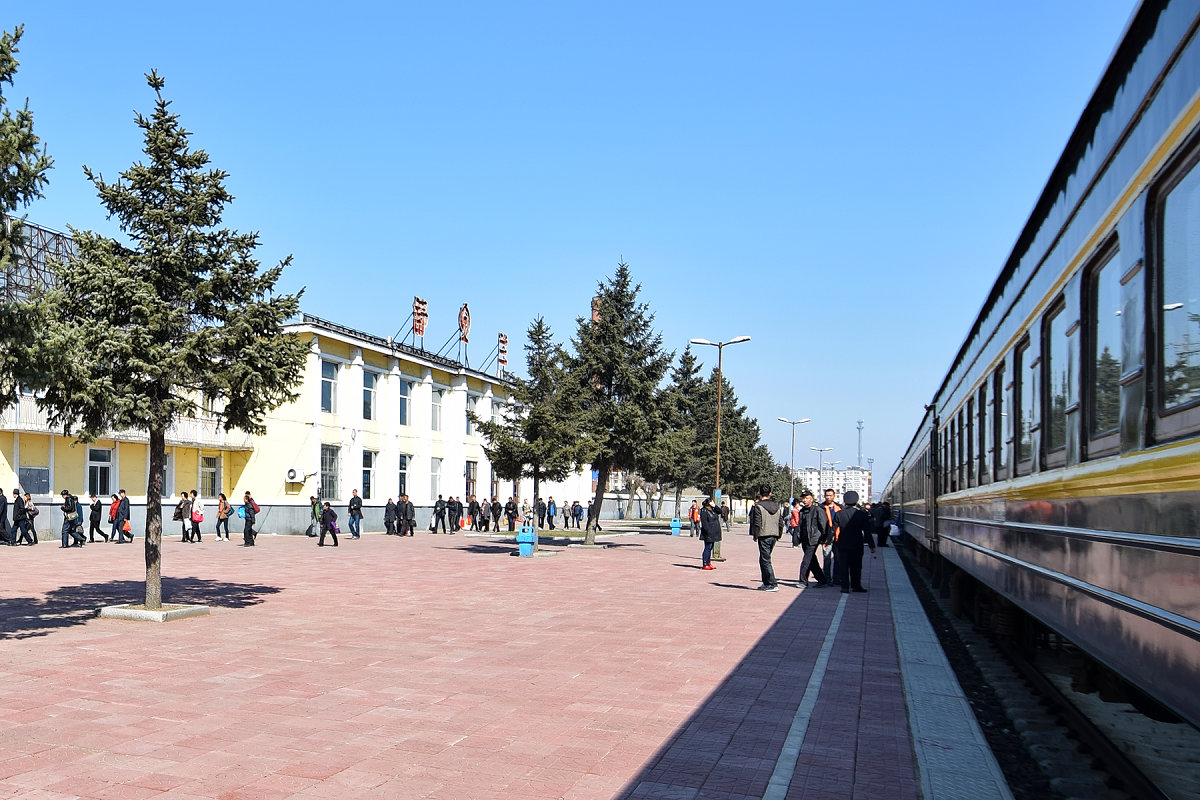
改造前的舒兰站站台（2014年）

- 该车站始建于1933年，第二代站房建于1974年。
- 2020年5月10日起，因应新冠肺炎在舒兰当地确诊病例急剧增加，舒兰站停运部分铁路列车[4]。
- 2025年5月16日至6月30日，舒兰站进行改造升级工程，停办客运业务。

## 外部連結
- 维基共享资源上的相關多媒體資源：舒兰站